# 菲斯·基皮耶贡
菲斯·切普恩盖蒂奇·基普耶贡（英語：Faith Chepngetich Kipyegon，1994年1月10日—），肯尼亚女子中跑运动员，赢得2011年世界少年田径锦标赛和2012年世界青年田径锦标赛1500米金牌，2014年英联邦运动会女子1500米金牌（4分8.94秒），2015年世界田径锦标赛女子1500米银牌。在2012年奥运会上她名列第九位未能进入决赛，赢得2016年奥运会和2020年奥运会女子1500米两届金牌。
2024年7月7日，费思·基普耶贡在巴黎钻石联赛的女子1500米比赛中以3分49秒04的成绩刷新了世界纪录，將自己2023年在佛罗伦萨创造的原纪录提高了0.07秒。